# Piton (Maurice)
Pour les articles homonymes, voir Piton.
Piton est un village situé à l'île Maurice.
La partie Est de Piton dépend du district de Rivière du Rempart, tandis que la partie Ouest dépend de celui de Pamplemousses. Au recensement de 2011, Piton comptait 4 942 habitants (dont 1 535 dans le district de Pamplemousses et 3 407 dans celui de Rivière du Rempart).
Historiquement, Piton est connu pour sa fabrique sucrière du nom de Bon Séjour, qui avec une production annuelle de 5 800 tonnes était une des plus importantes de l'île. Elle a connu une explosion le 18 septembre 1882 qui a fait douze morts parmi les employés.
Le Prof. B.S Upadhyaya Training Centre est une école d'électromécanique réputée de l'île. Piton dispose aussi d'un collège d'État et de plusieurs écoles.
La chapelle catholique Notre-Dame-de-l’Espérance de Piton dépend de la paroisse du Cœur-Immaculé-de-Marie de Rivière du Rempart.